# Christoph Peter (Lehrer)
Christoph Peter (auch Petraeus; * 1626 in Weida; † 4. Dezember 1669 in Guben) war ein Lehrer und Kantor in Guben.

## Leben
Peter arbeitete zuerst als Lehrer und Kantor in Großenhain und wurde 1650 Kantor und Lehrer in Guben. 1656 erhielt er das Bürgerrecht.

## Werke
Peter gab 1655 die Andachts-Zymbel heraus. In diesem Gesangbuch ist erstmals die Melodie zu dem von Martin Rutilius gedichteten Lied Ach Gott und Herr (EG 233) zu finden. Auch eine Reihe von Liedern des Gubener Bürgermeisters Johann Franck sind in diesem Werk oder in Geistliches Sion (1672) von ihm vertont. Später setzten sich für Francks Lieder jedoch andere Melodien durch.